# Marokkó zászlaja
Marokkó zászlaja Marokkó egyik nemzeti jelképe. Vörös alapon áll, egy fekete szegélyű zöld színű, ötágú csillag.

## Leírása
A vörös szín több szempontból kapcsolódik az országhoz. Egyrészről jelképezi a bátorságot, merészséget, erőt és keménységet, más részről történelmi eredete van. A királyi család, az Alavita-dinasztia színe. A család állítólag Mohamed prófétától származik, Fatimától, aki Ali, a negyedik igazhitű kalifa felesége volt. A vörös ezen ezenkívül Mekka serifjeinek és a jemeni imám színe.
A zöld szín az iszlám színe.
A pentagramma, amelyet „Salamon pecsét”-jének is neveznek, az élet és a jó egészség ősi szimbóluma. Ezenkívül, mivel ötágú, jelképezi az Iszlám öt oszlopát, alappillérét.

## Története
A 17. századtól kezdve az Alavita-dinasztia uralja Marokkót. Ekkor még csak simán vörös színű volt, csillag nélkül. 1915-ben, Mulay Juszuf uralma alatt került rá a pentagramma. A spanyol, valamint francia uralom alatt a zászlót szárazföldön lehetett használni, azonban tilos volt tengeren felvonni. Amikor 1956-ban az ország ismét függetlenné vált, ugyanez a zászló került használatba.

### Történelmi nemzeti zászlók
| - Marokkó zászlaja (Alavita-dinasztia), 1666–1915 - Marokkó zászlaja, 1915-től napjainkig. |

### További zászlók
| - Zászló, amely a 19. században volt használatos. - Zászló, amely a korai 20. században volt használatos. - A Rif Köztársaság zászlaja - Tanger zászlaja |

### Zászlók a gyarmati időkből
| - Francia Marokkó kereskedelmi zászlaja - Spanyol Marokkó kereskedelmi zászlaja |

## Fordítás
- Ez a szócikk részben vagy egészben  a   Flag of Morocco című angol Wikipédia-szócikk fordításán alapul.  Az eredeti cikk szerkesztőit annak laptörténete sorolja fel. Ez a jelzés csupán a megfogalmazás eredetét és a szerzői jogokat jelzi, nem szolgál a cikkben szereplő információk forrásmegjelöléseként.